# Elise Mertens
Elise Mertens (pronúncia holandesa: [ˈmɛrtəns]; nascida em 17 de novembro de 1995) é uma tenista profissional belga. 
Ela se tornou a número 1 do mundo em duplas em maio de 2021, a terceira belga a ocupar o topo do ranking em ambas as disciplinas, depois de Kim Clijsters e Justine Henin.
Mertens é tricampeã do Grand Slam em duplas, tendo vencido o US Open de 2019 e o Australian Open de 2021 em parceria com Aryna Sabalenka, e o Torneio de Wimbledon de 2021 com Hsieh Su-wei. Mertens também foi vice-campeã do Torneio de Wimbledon de 2022 com Zhang Shuai. Mertens conquistou 16 títulos de duplas no WTA Tour, incluindo o WTA Finals de 2022 com Veronika Kudermetova, quatro no nível WTA 1000 e terminou como vice-campeã no WTA Finals de 2021 ao lado de Hsieh.
Ela também é uma jogadora individual de sucesso e alcançou sua primeira semifinal importante no Australian Open de 2018, alcançando também as quartas de final do US Open em 2019 e 2020. Mertens alcançou o recorde de sua carreira no ranking mundial de número 12 em novembro de 2018 e ganhou sete títulos do WTA Tour, incluindo dois no nível WTA 500. Ela representa a Bélgica na Billie Jean King Cup desde 2017, aos 22 anos e também competiu nos Jogos Olímpicos de 2020 em simples e duplas.

## Vida pessoal
Mertens nasceu em Louvain, a segunda filha de Liliane Barbe, professora, e Guido Mertens, que fabricava móveis para igrejas. Ela estudou em casa e gostava de estudar idiomas, falando francês, inglês e holandês flamengo.
Sua irmã mais velha, Lauren, é atualmente piloto de avião e apresentou Elise, então com quatro anos de idade, ao tênis. Enquanto crescia, Mertens admirou Justine Henin e Kim Clijsters, e foi membro da Kim Clijsters Academy, onde treinou de 2015 até seu fechamento em 2022.

## Carreira júnior
Mertens foi finalista de duplas na ITF de Nova Delhi [en], ao lado de Marina Melnikova.

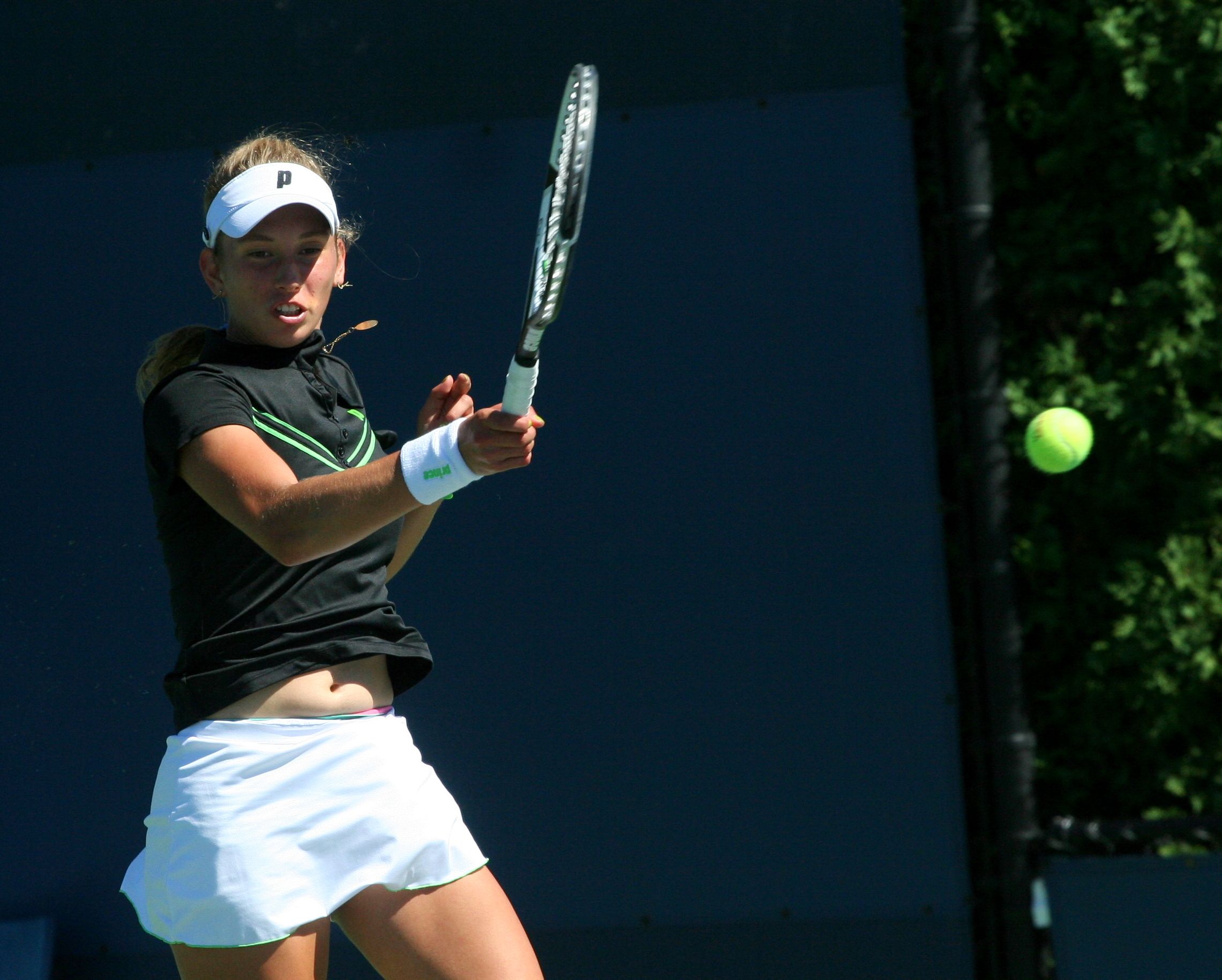
Elise Mertens no US Open júnior, 2013.

Ela fez sua estreia na chave principal do WTA Tour na Copa Colsanitas 2015 no evento de duplas, em parceria com Nastja Kolar [en], perdendo em dois sets disputados.
Ela ganhou seu primeiro título de duplas WTA no Auckland Open 2016, em parceria com An-Sophie Mestach numa partida de três sets depois de terem perdido o primeiro.

## Carreira profissional

### 2017: Primeiro título de simples WTA e estreia no top 40
Em janeiro, Mertens venceu o Hobart International, derrotando a terceira "cabeça de chave" Monica Niculescu na final. Como resultado disso, ela entrou no top 100 da WTA pela primeira vez, em 16 de janeiro de 2017.
Depois de perder a qualificatória para o Australian Open devido à sua campanha em Hobart, Mertens chegou à primeira rodada do St. Petersburg Ladies' Trophy através da qualificatória e perdeu para Kristina Mladenovic em dois sets. Ela então participou do Dubai Championships, onde, passou pela qualificatória, venceu Tsvetana Pironkova a caminho da segunda rodada, onde perdeu para Agnieszka Radwańska em sets diretos. Apesar de sua derrota, Mertens alcançou uma nova classificação na carreira, de número 69 do mundo. Ela então perdeu na primeira rodada do Aberto da Malásia para a vinda da qualificatória e eventual quarta-finalista Lesley Kerkhove [en]. Depois disso, ela não conseguiu se classificar para Indian Wells e Miami Open, perdendo na primeira rodada das qualificatórias para Sachia Vickery e Alison Van Uytvanck, respectivamente.
No Ladies Open Biel Bienne, Mertens derrotou Monica Niculescu, cabeça de chave número 8, e também Mona Barthel a caminho das quartas de final, perdendo para a eventual finalista Anett Kontaveit.

### 2023: Segunda quartas de final do Australian Open, dois títulos WTA 1000 e volta ao número 1 do mundo em duplas
Mertens alcançou sua segunda quartas de final no Australian Open, com a nova parceira Storm Hunter.
No Aberto da Itália, Mertens ganhou seu quinto título WTA 1000 em parceria com Hunter. Como resultado, ela voltou ao top 10 em 22 de maio de 2023.
Mertens voltou ao número 1 do mundo em duplas em 25 de setembro de 2023, depois de mais de um ano, após chegar à semifinal no Guadalajara Open com Hunter. Elas chegaram à final do torneio derrotando Caroline Dolehide e Asia Muhammad. Elas ganharam o título derrotando  Erin Routliffe e Gabriela Dabrowski. No mesmo torneio na chave de simples, ela perdeu na segunda rodada para Leylah Fernandez.
Como defensora do título em Monastir, Mertens venceu Jasmine Paolini na final em sets diretos, conquistando seu 8º título.

### 2024: Terceira final em Hobart
Mertens iniciou a temporada no torneio Brisbane International, onde fez uma campanha discreta. Como cabeça de chave N° 13, ficou de "bye" na primeira rodada, passou por Sloane Stephens na segunda em jogo de três sets e perdeu para a cabeça de chave N° 2 e eventual campeã Elena Rybakina na terceira em dois sets contundentes. Seu próximo compromisso foi o Hobart International no qual chegou à final que perdeu para Emma Navarro em jogo de três sets. Em seguida, Mertens entrou diretamente no Australian Open. Lá, na chave de simples, ela passou por Mayar Sherif na primeira rodada com a desistência da adversária. Já na segunda rodada, a cabeça de chave N° 25 fez um jogo duríssimo contra Marta Kostyuk perdendo a batalha de três sets. Já na chave de duplas, em parceria com Hsieh Su-wei como cabeças de chave N° 2 elas conquistaram o título sobre a dupla cabeça de chave N° 11 Lyudmyla Kichenok e Jeļena Ostapenko em sets diretos.
Prosseguindo sua campanha em quadras duras, agora na Europa, Mertens participou do Upper Austria Ladies Linz, onde, como "cabeça de chave" N° 4, ficou de "bye" na primeira rodada, venceu Lucia Bronzetti na segunda em sets diretos e perdeu nas quartas de final para Anastasia Pavlyuchenkova também em sets diretos. Já no Oriente Médio, Mertens participou do  Qatar Open, onde ficou na segunda rodada, e em Dubai na primeira. No giro americano, chegou às oitavas de final em Indian Wells e não passou da primeira em Miami.
Mertens iniciou a temporada em quadras de saibro no Charleston Open, no qual chegou às quartas de final, onde perdeu para a eventual campeã Danielle Collins em sets diretos. Em seguida, de volta à Europa, participou do Porsche Tennis Grand Prix onde venceu Tatjana Maria na primeira rodada em jogo de três sets, mas perdeu na segunda para a cabeça de chave N° 1 Iga Swiatek em sets diretos. Logo depois, no Aberto de Madri, perdeu em seu jogo de estreia na segunda rodada para Sloane Stephens em jogo de três sets. Já no Aberto de Roma, como cabeça de chave N° 27, venceu Katerina Siniakova em seu jogo de estreia em sets diretos, mas na sequência perdeu para Irina-Camelia Begu, também em sets diretos. Já no Aberto da França, como cabeça de chave N° 25, venceu María Lourdes Carlé [en], na primeira rodada em sets diretos, venceu Petra Martić, na segunda, também em sets diretos, mas perdeu na terceira para a cabeça de chave N° 4, Elena Rybakina, novamente em sets diretos.

## Finais WTA

### Simples: 11 (7 títulos, 4 vices)
| Legend        |
| ------------- |
| Grand Slam    |
| WTA 1000      |
| WTA 500 (2–0) |
| WTA 250 (5–4) |

| Títulos por piso |
| ---------------- |
| Duro (5–1)       |
| Grama            |
| Saibro (2–3)     |
| Carpete          |

| Status | N.  | Data      | Torneio                             | Nível         | Piso   | Oponente           | Placar        |
| ------ | --- | --------- | ----------------------------------- | ------------- | ------ | ------------------ | ------------- |
| Campeã | 1–0 | Jan 2017  | Hobart International, Austrália     | International | Duro   | Monica Niculescu   | 6–3, 6–1      |
| Vice   | 1–1 | Abr 2017  | İstanbul Cup, Turquia               | International | Saibro | Elina Svitolina    | 2–6, 4–6      |
| Campeã | 2–1 | Jan 2018  | Hobart International, Australia (2) | International | Duro   | Mihaela Buzărnescu | 6–1, 4–6, 6–3 |
| Campeã | 3–1 | Abr 2018  | Ladies Open Lugano, Suíça           | International | Saibro | Aryna Sabalenka    | 7–5, 6–2      |
| Campeã | 4–1 | Maio 2018 | Grand Prix Lalla Meryem, Marrocos   | International | Saibro | Ajla Tomljanović   | 6–2, 7–6(7–4) |
| Campeã | 5–1 | Fev 2019  | WTA de Doha, Catar                  | Premier       | Duro   | Simona Halep       | 3–6, 6–4, 6–3 |
| Duro   | 5–2 | Ago 2020  | Prague Open, República Tcheca       | International | Saibro | Simona Halep       | 2–6, 5–7      |
| Vice   | 5–3 | Nov 2020  | Ladies Linz, Austria                | International | Duro   | Aryna Sabalenka    | 5–7, 2–6      |
| Campeã | 6–3 | Fev 2021  | Gippsland Trophy, Australia         | WTA 500       | Duro   | Kaia Kanepi        | 6–4, 6–1      |
| Vice   | 6–4 | Abr 2021  | İstanbul Cup, Turquia               | WTA 250       | Saibro | Sorana Cîrstea     | 1–6, 6–7(3–7) |
| Campeã | 7–4 | Out 2022  | Jasmin Open, Tunisia                | WTA 250       | Duro   | Alizé Cornet       | 6–2, 6–0      |

### Duplas: 27 (16 títulos, 11 vices)
| Legenda          |
| ---------------- |
| Grand Slam (3–1) |
| WTA Finals (1–1) |
| WTA 1000 (4–4)   |
| WTA 500 (2–1)    |
| WTA 250 (6–4)    |

| Finais por superfície |
| --------------------- |
| Duro (12–5)           |
| Saibro (2–2)          |
| Grama (2–4)           |
| Carpete               |

| Status | N.    | Data     | Torneio                              | Nível         | Piso     | Parceira             | Oponente                                   | Placar            |
| ------ | ----- | -------- | ------------------------------------ | ------------- | -------- | -------------------- | ------------------------------------------ | ----------------- |
| Campeã | 1–0   | Jan 2016 | Auckland Open, Nova Zelândia         | International | Duro     | An-Sophie Mestach    | Danka Kovinić Barbora Strýcová             | 2–6, 6–3, [10–5]  |
| Vice   | 1–1   | Abr 2017 | İstanbul Cup, Turquia                | International | Saibro   | Nicole Melichar      | Dalila Jakupovic Nadiia Kichenok           | 6–7(6–8), 2–6     |
| Vice   | 1–2   | Jul 2017 | Bucharest Open, Romênia              | International | Saibro   | Demi Schuurs         | Irina Camelia Begu Raluca Olaru            | 3–6, 3–6          |
| Campeã | 2–2   | Set 2017 | Guangzhou Open, China                | International | Duro     | Demi Schuurs         | Monique Adamczak Storm Sanders             | 6–2, 6–3          |
| Campeã | 3–2   | Jan 2018 | Hobart International, Austrália      | International | Duro     | Demi Schuurs         | Lyudmyla Kichenok Makoto Ninomiya          | 6–2, 6–2          |
| Campeã | 4–2   | Abr 2018 | Ladies Open Lugano, Suíça            | International | Saibro   | Kirsten Flipkens     | Vera Lapko Aryna Sabalenka                 | 6–1, 6–3          |
| Campeã | 5–2   | Jun 2018 | Rosmalen Open, Países Baixos         | International | Grama    | Demi Schuurs         | Kiki Bertens Kirsten Flipkens              | 3–3, abandono     |
| Vice   | 5–3   | Jun 2018 | Birmingham Classic, Reino Unido      | Premier       | Grama    | Demi Schuurs         | Timea Babos Kristina Mladenovic            | 6–4, 3–6, [8–10]  |
| Vice   | 5–4   | Ago 2018 | Cincinnati Open, EUA                 | Premier 5     | Duro     | Demi Schuurs         | Lucie Hradecká Ekaterina Makarova          | 2–6, 5–7          |
| Campeã | 6–4   | Set 2018 | Wuhan Open, China                    | Premier 5     | Duro     | Demi Schuurs         | Andrea Sestini Hlaváčková Barbora Strýcová | 6–3, 6–3          |
| Campeã | 7–4   | Mar 2019 | Indian Wells Open, EUA               | Premier M     | Duro     | Aryna Sabalenka      | Barbora Krejčíková Kateřina Siniaková      | 6–3, 6–2          |
| Campeã | 8–4   | Mar 2019 | Miami Open, United States            | Premier M     | Duro     | Aryna Sabalenka      | Samantha Stosur Zhang Shuai                | 7–6(7–5), 6–2     |
| Campeã | 9–4   | Set 2019 | US Open                              | Grand Slam    | Duro     | Aryna Sabalenka      | Victoria Azarenka Ashleigh Barty           | 7–5, 7–5          |
| Vice   | 9–5   | Set 2019 | Wuhan Open, China                    | Premier 5     | Duro     | Aryna Sabalenka      | Duan Yingying Veronika Kudermetova         | 6–7(3–7), 2–6     |
| Win    | 10–5  | Out 2020 | Ostrava Open, República Tcheca       | Premier       | Duro (i) | Aryna Sabalenka      | Gabriela Dabrowski Luisa Stefani           | 6–1, 6–3          |
| Campeã | 11–5  | Fev 2021 | Australian Open                      | Grand Slam    | Duro     | Aryna Sabalenka      | Barbora Krejčíková Kateřina Siniaková      | 6–2, 6–3          |
| Campeã | 12–5  | Abr 2021 | İstanbul Cup, Turkey                 | WTA 250       | Saibro   | Veronika Kudermetova | Nao Hibino Makoto Ninomiya                 | 6–1, 6–1          |
| Campeã | 13–5  | Jul 2021 | Wimbledon, United Kingdom            | Grand Slam    | Grama    | Hsieh Su-wei         | Veronika Kudermetova Elena Vesnina         | 3–6, 7–5, 9–7     |
| Campeã | 14–5  | Out 2021 | Indian Wells Open, United States (2) | WTA 1000      | Duro     | Hsieh Su-wei         | Veronika Kudermetova Elena Rybakina        | 7–6(7–1), 6–3     |
| Vice   | 14–6  | Nov 2021 | WTA Finals, Mexico                   | WTA Finals    | Duro     | Hsieh Su-wei         | Barbora Krejčíková Kateřina Siniaková      | 3–6, 4–6          |
| Campeã | 15–6  | Fev 2022 | Dubai Championships, UAE             | WTA 500       | Duro     | Veronika Kudermetova | Lyudmyla Kichenok Jeļena Ostapenko         | 6–1, 6–3          |
| Vice   | 15–7  | Fev 2022 | Qatar Open, Catar                    | WTA 1000      | Duro     | Veronika Kudermetova | Coco Gauff Jessica Pegula                  | 6–3, 5–7, [5–10]  |
| Vice   | 15–8  | Abr 2022 | Miami Open, EUA                      | WTA 1000      | Duro     | Veronika Kudermetova | Laura Siegemund Vera Zvonareva             | 6–7(3–7), 5–7     |
| Vice   | 15–9  | Jun 2022 | Rosmalen Open, Países Baixos         | WTA 250       | Grama    | Veronika Kudermetova | Ellen Perez Tamara Zidanšek                | 3–6, 7–5, [10–12] |
| Loss   | 15–10 | Jun 2022 | Birmingham Classic, Reino Unido      | WTA 250       | Grama    | Zhang Shuai          | Lyudmyla Kichenok Jeļena Ostapenko         | Desistência       |
| Vice   | 15–11 | Jul 2022 | Wimbledon, Reino Unido               | Grand Slam    | Grama    | Zhang Shuai          | Barbora Krejčíková Kateřina Siniaková      | 2–6, 4–6          |
| Campeã | 16–11 | Nov 2022 | WTA Finals, EUA                      | WTA Finals    | Duro     | Veronika Kudermetova | Barbora Krejčíková Kateřina Siniaková      | 6–2, 4–6, [11–9]  |

## Finais WTA 125K

### Duplas (1–1)
| Status | N. | Data             | Torneio                                   | Piso        | Parceira          | Oponentes                      | Placar           |
| ------ | -- | ---------------- | ----------------------------------------- | ----------- | ----------------- | ------------------------------ | ---------------- |
| Vice   | 1. | 22 Novembro 2015 | OEC Taipei WTA Challenger, Taipei, Taiwan | Carpete (i) | Marina Melnikova  | Kanae Hisami Kotomi Takahata   | 1–6, 2–6         |
| Campeã | 1. | 9 Janeiro 2016   | ASB Classic, Auckland, Nova Zelândia      | Duro        | An-Sophie Mestach | Danka Kovinić Barbora Strýcová | 2–6, 6–3, [10–5] |